# Emond von Engelsdorf
Ritter Emond (Edmund) von Engelsdorf (* 1330; † 1398) war ab 1384 Erbkämmerer des Herzogtums Luxemburg.

## Leben
Emond von Engelsdorf stammte von der gleichnamigen Burg Engelsdorf im heutigen Ortsteil Engelsdorf der Gemeinde Aldenhoven im Rheinland. Noch unmündig erbte er 1348 diese sowie die Burg Gripekoven. Gripekoven wurde als "Raubritterburg" 1354 geschleift.
1361 übergab Herzog Wilhelm von Jülich, Graf von Falkenburg-Montjoie, dem Engelsdorfer die als Haus Berge auf der Inde bezeichnete Nothberger Burg mit Vorburgen und anderen Zubehör als Offenhaus mit Vorbehalt aller Herrlichkeit als Lehen. König Wenzel von Luxemburg verlieh von Engelsdorf 1384 die Erbkämmerwürde und macht ihn zum Herrn über Burg Reuland. Die Herren von Reuland behielten diese Würde bis zur Auflösung des Ancien Regimes (1795). Dazu erhielt er von Wenzel Hof und Meierei zu Hoffelt sowie die Dörfer Ober- und Niederbesslang.
Herzog Wilhelm von Jülich gab ihm am 1. August 1385 Schloss und Herrschaft Wildenburg zum Lehen.

## Nachkommen
Aus der Ehe mit Gertrud von Binsfeld stammen zwei Kinder:
- Dietrich von Engelsdorf († 1415) ⚭ Beatrix von Harzee
- Alveradis (Afra) von Engelsdorf (* 1370; † 1429) ⚭ Werner von Pallandt

Da die Ehe von Dietrich kinderlos blieb, erbte Alveradis und damit das Adelsgeschlecht Pallandt den Familienbesitz.

## Besitzungen
- Burg Engelsdorf
- Burg Gripekoven
- Nothberger Burg
- Burg Reuland
- Burg Untermaubach
- Burg Wildenburg (Eifel)